# Notonicòpids
Els notonicòpids (Notonychopidae) són una família de mamífers de l'ordre dels litopterns. Soria descrigué inicialment la família amb un únic gènere, Notonychops, però més endavant nous fòssils foren descoberts i altres gèneres passaren a formar part de la família.

## Classificació
Família Notonychopidae
- Gènere Notonychops Soria, 1989
  - Notonychops powelli Soria, 1989
- Gènere Requisia Bonaparte i Morales, 1997
  - Requisia vidmari Bonaparte i Morales, 1997
- Gènere Wainka Simpson, 1935
  - Wainka tshotshe Simpson, 1935